# 趙拱極
趙拱極（1562年—1623年），字元卿，號麗陽，忠義前衛官籍，山東济南府章丘县人。明朝政治人物、進士出身。

## 生平
萬曆十六年（1588年）順天府戊子科舉人，萬曆十七年（1589年）聯捷己丑科三甲二十九名進士，大理寺觀政，六月授扬州府推官，二十二年浙江鄉試同考，本年擢升户部主事，二十三年丁憂。二十六年補兵部武库司主事，二十八年典試四川，二十九年升本司员外郎，三十二年升郎中，本年調職方司郎中。三十五年七月，升光禄寺少卿，三十六年养病。三十九年京察，以才力不及降職。四十年，以前征播州杨应龙功，复原职，改南京太僕寺少卿。泰昌元年（1620年）升太僕寺少卿，天啓二年（1622年），以病告歸，三年卒。

## 家族
曾祖趙端，祖趙銘，父趙清，武進士、指挥佥事。